# Кафедральний собор Оулу
Кафедральний собор Оулу (ФЄЛЦ) — кафедральний собор єпархії та церква однойменної парафії  фінської євангельсько-християнської церкви, розташованої в центрі Оулу. Сучасний вигляд будівлі – це почерк Карла Людвіга Енгеля, який перебудував храм у 1832 році. Кам’яні стіни церкви – це церква, завершена в 1777 році, яка була знищена під час пожежі в Оулу в 1822 році. Тоді від вогню вдалось врятувати лише рухоме майно церкви.

## Дерев'яна церква
З початку 1610-х років на місці сучасного храму була церква. Вона мала вигляд зрубної церкви-контрфорс. Малюнків тогочасного костелу не збереглося, окрім невеликого малюнка на карті міста 1705 року землеміра Густава Ульстадія. Настінні розписи старої церкви виконав церковний художник Крістіан Вільбрандт з Вааси в 1639 і 1658 роках. Орган у церкві був побудований між 1650 і 1652 роками. Окрім настінних розписів, у церкві були й інші розписи, з яких найважливішим і єдиним, що зберігся до наших днів, є портрет Йогана Мессеніюса, написаний Корнеліусом Арендцем. Мессеніюс подарував церкві картину в 1634 році. Картина все ще знаходиться в соборі біля дверей ризниці.
Під час Північної війни стара церква була так зруйнована, що потім її не можна було відремонтувати. У 1750 році поганий стан церкви відзначив, серед інших, єпископ Турку Йоганнес Бровалліус. Незважаючи на те, що стан церкви був навіть небезпечним для життя, нова церква була побудована лише через 20 років.

## Кам'яна церква

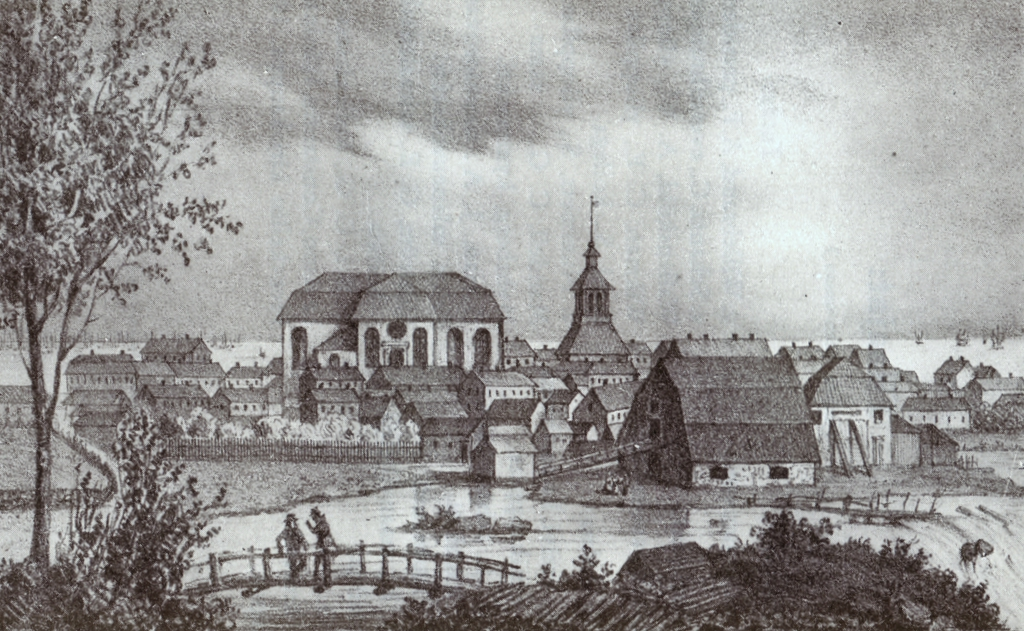
Кам’яна церква, завершена в 1777 році до пожежі в Оулу 1822 року.

Дерев'яна церква була зруйнована під час московської окупації у 1713-1720 роках. Вона не підлягала ремонту та стала небезпечною для прихожан. Нову церкву почали будувати в 1750-х роках, але будівництво затягнулось до 1770-х років.
Громади Мухоса та Оулунсало зібралися в 1750 році, щоб обговорити плани будівництва нової церкви. Парафіяльний священик Йоган Юннеліус припустив, що громаді потрібна нова і більш простора церква. Мер Моллін наголосив на перевагах кам’яної будівлі церкви. Кожен, хто приходив туди, був переконаний, що місту потрібна нова церква. Будівництво нової церкви розпочалося в 1771 році. Міщани хотіли б побудувати церкву дерев'яну, бо кам'яна церква вважалася занадто дорогою. Однак у 1763 році король Адольф Фредрік наказав будувати церкви з каменю. Проєкт церкви та будівельні роботи вів Данієль Хагман, будівельник із Сундсвалля. Церкву спорудили до Різдва 1777 року. Після завершення будівництва нова кам’яна церква була другою за величиною церквою у Фінляндії після собору Турку. Церкву розрахували на 1500 місць для слухачів. Собор назвали церквою Софії Магдалини на честь дружини короля Густава III.
Незважаючи на те, що церкву відкрили в 1777 році, споруда довго стояла недобудованою. Наприклад, заплановане склепіння було виконано під керівництвом майстра Якоба Райфа лише в 1794–1797 роках. Більшість артефактів було передано зі старої дерев’яної церкви, але були й нові артефакти отримані в дар. Вівтарний образ «Христос на хресті» був намальований майстром-будівельником Хенріком Вакліном, і хоча він не вважався дуже вдалим твором, картина була вівтарним образом церкви до 1860 року.
Церква була знищена під час пожежі в Оулу навесні 1822 року. Збереглися лише кам'яні стіни. Вдалось врятувати всі рухомі речі, крім церковних дзвонів. Церковній сторожі та ключнику вдалося зняти навіть люстри, які слугували церковним освітленням.  Згоріла також дзвіниця, збудована Кнаббом у 1728 році.
У зв’язку з фінансовими та іншими проблемами, відбудувати церкву відразу після пожежі не вдалося. Тому поряд із руїнами храму збудували невелику тимчасову дерев’яну церкву. Тимчасова церква була закінчена вже в листопаді 1822 року, через півроку після пожежі. Будівля була розташована на розі вулиць Кірккокату та Ліннанкату таким чином, що вона частково поширювалася на нинішню вулицю з боку Кірккокату. З дозволу поміщика, тимчасова церква служила складом і після добудови нової церковної вежі, аж до завершення дзвіниці, хоч магістрат наказав знести тимчасову будівлю після введення в експлуатацію нової церкви.

## Церква Енгеля
Креслення реконструкції церкви замовили в офісі суперінтенданта генеральних будівель у 1826 році. Малюнки суперінтенданта Карла Людвіга Енгеля були завершені в березні 1827 року. Незважаючи на те, що зовнішній вигляд церкви значно змінювався, креслення були прийняті як сенатом, так і парафією Оулу. Обрамленням служать оригінальні кам'яні стіни церкви Софії Магдалини. До них додали нові центральний купол, дах і дзвіницю. Ремонт церкви завершився у 1832 році, а вершини дзвіниця досягла у 1845 році. Висота дзвіниці від рівня вулиці до вершини хреста становить 56,5 метрів.

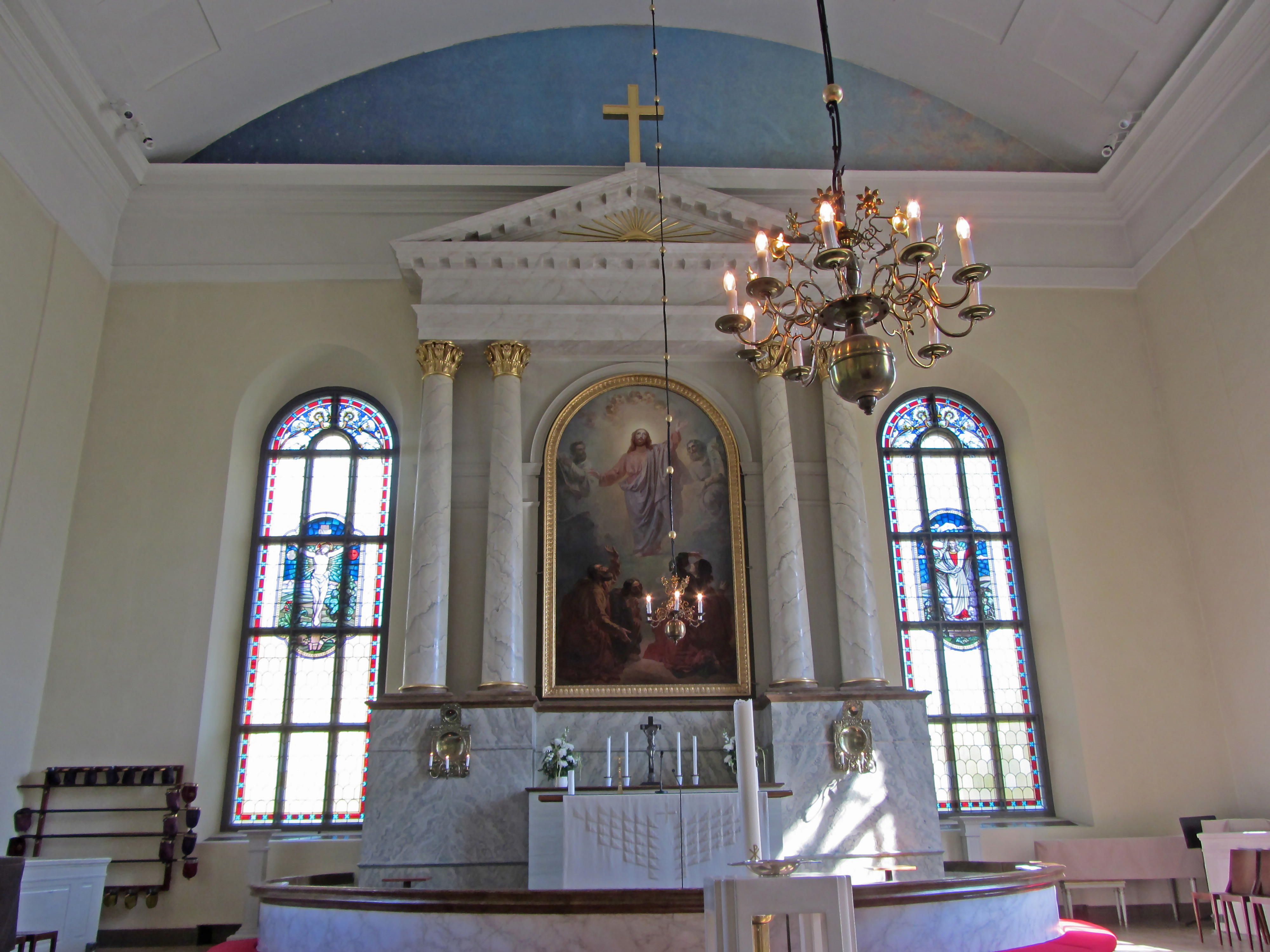
Вівтар і вівтарний образ, розписаний Робертом Вільгельмом Екманом, 1859 рік.

Статус собору церква отримала в 1900 році, коли резиденція єпископа була перенесена з Куопіо в Оулу. Назву єпархії було змінено з єпархії Куопіо на єпархію Оулу лише в 1923 році. Кафедральний собор Оулу є кафедральним собором єпархії Оулу, найпівнічнішої єпархії Фінляндії та найбільшої за площею.

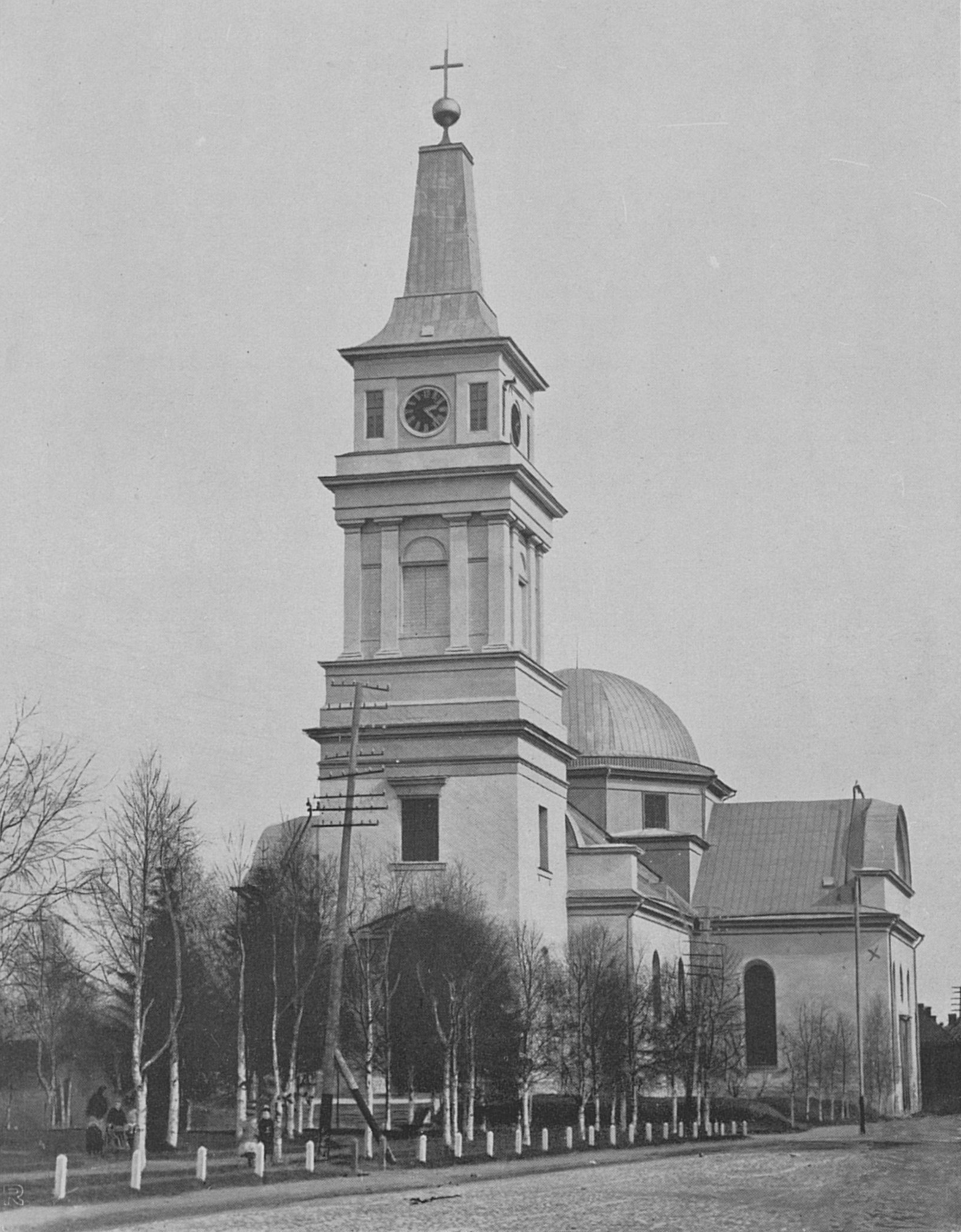
Собор в Оулу, 1913 рік.

Останній капітальний ремонт інтер'єру проводився в 1996–1997 роках, коли в підвалі костелу було збудовано крипту, яка вміщує близько 50 осіб. У 2002–2003 роках було відремонтовано церковне подвір’я собору, оновлено дах скриньки та знову позолочено хрест на вежі. 
Церква представляє характерний для Енгеля неокласичний стиль. Прямі лінії, світлі поверхні, мармур і позолота створюють атмосферу свята та гідності. Нині храм налічує понад тисячу місць. Навіть сьогодні собор є легко впізнаваною пам’яткою, невід’ємною частиною міського пейзажу Оулу та популярним туристичним напрямком.

## Артефакти
У артефактах і мистецтві собору зустрічаються пам'ятки різних століть. Багато предметів було отримано як дар. З XVII століття до наших днів збереглася чаша для причастя та два надгробки. Найстаріші ярмаркові священницькі ризи, люстри та бра датуються 18 століттям.

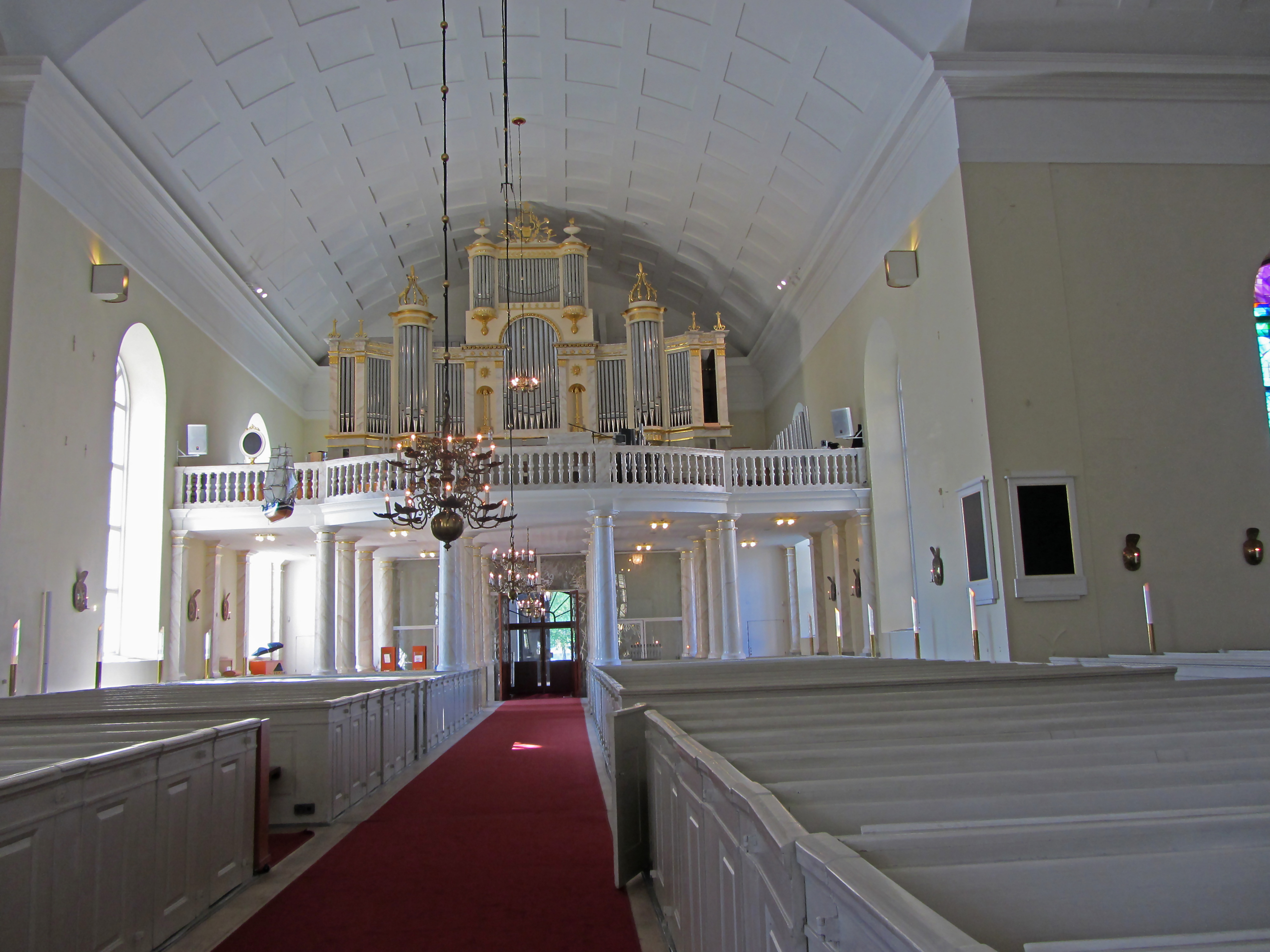
Фасад органу 1842 року.

Головний орган, побудований органною фабрикою Кангасала, датується 1938 роком. Він має 62 голоси. Фасад — від попереднього інструменту, завершеного в 1842 році. 18-тональний хоральний орган від органобудівника Вейко Віртанена з 1983 року. У 1999 році для собору було придбано клавесин, виготовлений шведом Стігом Лундмарком.

## Дзвіниці
Церковні дзвони були розміщені у дзвіниці, яка знаходилась у церковному саду біля церкви. Ймовірно, вони були побудовані одночасно з церквою. Першим на цій дзвіниці був дзвін вагою 850 кілограмів, куплений у шведського полководця Якоба Делагарді. Дзвін був захоплений у Новгороді, де він був відлитий у 1175 році. Стара дзвіниця була знесена в 1728 році. Йохан Кнубб, майстер з Ніштадта, побудував нову дзвіницю в тому ж році, яка в своїм зовнішнім виглядом нагадувала дзвіниці інших міст Остроботнії. Вона прослужила за прямим призначенням до пожежі кам'яної церкви у 1822 році. Нова дзвіниця, спроєктована для церкви 1777 року, так ніколи і не була побудована.

## Військові поховання
Кірккопуйсто є військовим кладовищем для могил героїв громадянської війни у Фінляндії. Район був спроєктований архітектором Хілдінгом Екелундом. Пам'ятник Pro Patria mortui полеглим у громадянській війні було відкрито 29 вересня 1922 року. Гранітний меморіальний кам'яний рельєф виконав скульптор Вяйне Аалтонен.